# 1908 no teatro

## Nascimentos
| Data           | Nome             | Profissão         | Nacionalidade  | Observações | Ref |
| -------------- | ---------------- | ----------------- | -------------- | ----------- | --- |
| 5 de fevereiro | Peg Entwistle    | atriz             | Reino Unido    | m. 1932     |     |
| 31 de Março    | Eugénio Salvador | dançarino e actor | Portugal       | m. 1992     |     |
| 20 de Maio     | James Stewart    | ator              | Estados Unidos | m. 1997     |     |

## Mortes
| Data           | Nome             | Profissão                                                                  | Nacionalidade | Observações | Ref |
| -------------- | ---------------- | -------------------------------------------------------------------------- | ------------- | ----------- | --- |
| 29 de Setembro | Machado de Assis | poeta, romancista, dramaturgo, contista, jornalista, cronista e teatrólogo | Brasil        | n. 1839     |     |
| 22 de Outubro  | Artur de Azevedo | dramaturgo, poeta, contista e jornalista                                   | Brasil        | n. 1855     |     |